# Youssef Chafik
Youssef Chafik (ur. 1 września 1977) – marokański piłkarz, grający jako środkowy obrońca.

## Kariera

### FUS Rabat
Zaczynał karierę w FUS Rabat. Zagrał w meczu o Afrykański Super Puchar, przegrany po rzutach karnych z TP Mazembe. 

### Hassania Agadir
Następnym krokiem w jego karierze była Hassania Agadir. W tym zespole zadebiutował 20 sierpnia 2011 roku w meczu przeciwko Maghreb Fez (porażka 2:0). Zagrał cały mecz. Pierwszą asystę zaliczył 9 maja 2012 roku w meczu przeciwko Wydad Casablanca (porażka 3:1). Asystował przy bramce Patricka Kouakou w 74. minucie. Łącznie zagrał 13 meczów i raz asystował.

### Dalsza kariera
1 lipca 2012 roku powrócił do FUS-u. 1 stycznia 2013 roku został zawodnikiem Chabab Rif Al Hoceima. 1 lipca 2013 roku został zawodnikiem CODM Meknès. Potem zakończył karierę.